# 仙台市立松陵小学校
仙台市立松陵小学校（せんだいしりつ しょうりょうしょうがっこう）は、かつて宮城県仙台市泉区松陵四丁目にあった公立小学校である。

## 概要
仙台市泉区の松陵ニュータウン内に小学校があった。1980年代に松陵ニュータウンが分譲が始まり、人口急増に伴い開校となった。
なお現在は、跡施設を宮城県立小松島支援学校松陵校として使用されている。

## 所在地
- 宮城県仙台市泉区松陵四丁目28番地の2

## 沿革
- 1989年（平成元年）4月1日 - 仙台市立松森小学校より分離開校
- 1991年（平成3年）4月1日 - 仙台市立松陵西小学校が分離開校
- 2013年（平成25年）3月 - 松陵ニュータウン内の児童数減少に伴い、松陵西小学校と統合して仙台市立泉松陵小学校が開校。校舎は松陵西小学校を使用するため、事実上の閉校となった[2]。仙台市内の団地内にある小学校が閉校となるのは松陵小学校が初めてである。
- 2018年（平成30年）4月 - 跡施設に宮城県立小松島支援学校松陵校が開校。開校式は同年6月に実施された[3]。

## 学区
- 松陵1丁目の一部、4丁目、5丁目

## 卒業後
- 松陵中学校に進学していた。